# Франческа Скјавоне
Франческа Скјавоне (итал. Francesca Schiavone; Милано, 23. јун 1980) бивша је италијанска професионална тенисерка. У појединачној конкуренцији, у којој је њена највиша позиција на ВТА листи 6. место достигнуто 7. јуна 2010, након освајања Отвореног првенства Француске 2010, а освојила је још три турнира. Скјавоне је прва Италијанка која је освојила један гренд слем турнир у појединачној конкуренцији, и друга најстарија тенисерка која је освојила свој први гренд слем. У конкуренцији парова је освојила седам турнира и заједно са Кејси Делаква достигла финале Отвореног првенства Француске 2008, у ком је поражена од стране Анабел Медине Гаригес и Вирхиније Руано Паскуал. Заједно са тимом Италије освојила је Фед куп 2006. године.
Представљала је Италију на Летњим олимпијским играма у Атини 2004. и Пекингу 2008, а у каријери је однела победу над тенисеркама као што су Жистин Енен, Натали Тозија, Ким Клајстерс, Моника Селеш, Амели Моресмо, Ај Сугијама, Серена Вилијамс, Јелена Дементјева, Нађа Петрова и Марион Бартоли.

## Приватни живот
Франческа Скјавоне рођена је 23. јуна 1980. у Милану, Италија, а станује у Лондону, Енглеска. Кћерка је спортског тренера Франческа и докторке Луисћите, а има и старијег брата Габријелеа. Тенис је почела да игра са десет година, постала је професионалац са осамнаест, а тренутно је тренира Габријел Урпи.

## Стил игре
Због способности Скјавоне да добро игра на свим подлогама, многи је пореде са Жистин Енен. Један од њених најјачих удараца јесте слајс бекхендом. Такође има снажан форхенд. Просечно је добра на сервису.

## Опрема
Скјавоне носи опрему марке Lotto, и користи модел рекета Babolat Aero Pro Drive Cortex марке Babolat.

## Награде и признања
- Орден витеза Републике Италије (24. јануар 2007—тренутно)[9]

## Статистике у каријери

### Гренд слем финала појединачно (1–0)
| Исход  | Година | Турнир      | Подлога | Противница у финалу | Резултат    |
| Победа | 2010   | Ролан Гарос | Шљака   | Саманта Стосур      | 6–4, 7–6(2) |

### Гренд слем финала у паровима (0–1)
| Исход | Година | Турнир                       | Подлога | Партнерка     | Противнице у финалу                           | Резултат      |
| Пораз | 2008   | Отворено првенство Француске | Шљака   | Кејси Делаква | Анабел Медина Гаригес Вирхинија Руано Паскуал | 6–2, 5–7, 4–6 |

### ВТА финала појединачно (4–10)
| Легенда: Пре 2009.             | Легенда: Од 2009.       |
| ------------------------------ | ----------------------- |
| Гренд слем (1–0)               |                         |
| Завршна првенства сезоне (0–0) |                         |
| категорија (0–1)               | Обавезни Премијер (0–0) |
| категорија (0–3)               | Премијер 5 (0–0)        |
| категорија (1–2)               | Премијер (1–0)          |
| и категорија (0–2)             | Међународни (0–2)       |

| Исход  | #   | Датум               | Турнир         | Подлога | Противница        | Резултат      |
| Пораз  | 1.  | 18. јун 2000.       | Ташкент        | Тврда   | Ирода Туљаганова  | 3–6, 6–2, 3–6 |
| Пораз  | 2.  | 12. јануар 2003.    | Канбера        | Тврда   | Меган Шонеси      | 1–6, 1–6      |
| Пораз  | 3.  | 18. септембар 2005. | Бали           | Тврда   | Линдси Давенпорт  | 2–6, 4–6      |
| Пораз  | 4.  | 16. октобар 2005.   | Москва         | Тврда   | Мери Пирс         | 4–6, 3–6      |
| Пораз  | 5.  | 30. октобар 2005.   | Хаселт         | Тврда   | Ким Клајстерс     | 2–6, 3–6      |
| Пораз  | 6.  | 16. јануар 2006.    | Сиднеј         | Тврда   | Жистин Енен Арден | 6–4, 5–7, 5–7 |
| Пораз  | 7.  | 9. април 2006.      | Амелија Ајланд | Тврда   | Нађа Петрова      | 4–6, 4–6      |
| Пораз  | 8.  | 1. октобар 2006.    | Луксембург     | Тврда   | Аљона Бондаренко  | 3–6, 2–6      |
| Победа | 1.  | 29. јул 2007.       | Бад Гаштајн    | Шљака   | Ивон Меусбургер   | 6–1, 6–4      |
| Пораз  | 9.  | 19. јул 2009.       | Праг           | Шљака   | Сибила Бамер      | 6(4)–7, 2–6   |
| Пораз  | 10. | 18. октобар 2009.   | Осака          | Тврда   | Саманта Стосур    | 5–7, 1–6      |
| Победа | 2.  | 25. октобар 2009.   | Москва         | Тврда   | Олга Говорцова    | 6–3, 6–0      |
| Победа | 3.  | 17. април 2010.     | Барселона      | Шљака   | Роберта Винчи     | 6–1, 6–1      |
| Победа | 4.  | 5. јун 2010.        | Ролан Гарос    | Шљака   | Саманта Стосур    | 6–4, 7–6(2)   |

### Финала Фед купа (2)
| Исход  | Година | Локација | Подлога | Победнице                                                                       | Финалисткиње                                                                      | Резултат |
| Победа | 2006   | Шалрерој | Шљака   | Италија · Роберта Винчи · Флавија Пенета · Мара Сантанђело · Франческа Скјавоне | Белгија · Лесли Буткијевич · Каролина Маес · Кирстен Флипкенс · Жистин Енен Арден | 3–2      |
| Пораз  | 2007   | Москва   | Тврда   | Русија · Јелена Веснина · Светлана Кузњецова · Нађа Петрова · Ана Чакветадзе    | Италија · Роберта Винчи · Флавија Пенета · Мара Сантанђело · Франческа Скјавоне   | 4–0      |